# Richard Winkler (Unternehmer)

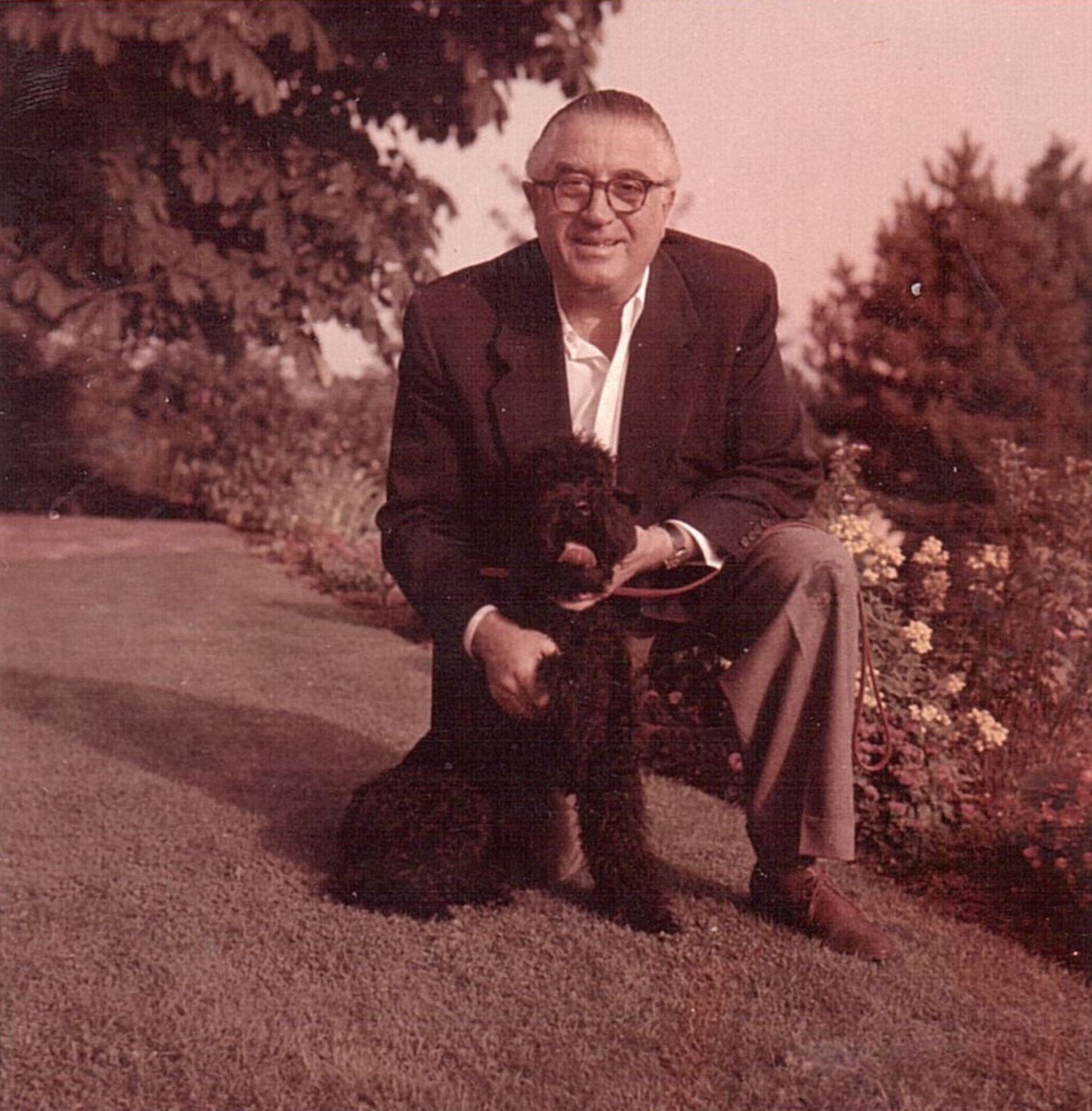
Richard Winkler

Richard Winkler (* 24. Oktober 1898 in Heilbronn, Baden-Württemberg; † 6. Januar 1972 in Rengsdorf, Rheinland-Pfalz) war langjähriger Seniorchef und persönlich haftender Gesellschafter der Firma Winkler & Dünnebier.

## Leben

### Beruflicher Werdegang und Zweiter Weltkrieg
Richard Winkler wurde 1898 als jüngster Sohn einer Heilbronner Arbeiterfamilie in bescheidenen Verhältnissen geboren. Als sein Vater, Alfred Winkler (1872–1945), sich 1913 gemeinsam mit seinem Geschäftspartner Max Dünnebier (1878–1950) selbständig machte und in Neuwied die Mechanische Werkstätte Winkler & Dünnebier gründete, wurde Richard Winkler erster Lehrling des jungen Unternehmens.
Nach 1916 abgeschlossener Lehre als Maschinenschlosser, diente Richard Winkler im Ersten Weltkrieg als einfacher Soldat. Der französische Kriegsgefangenschaft, folgte 1919 ein Maschinenbaustudium am Rheinischen Technikum in Bingen (heute Fachhochschule Bingen). Mit dem Ingenieurszeugnis in der Tasche arbeitete Richard Winkler ab 1923 für drei Jahre bei den Werkzeugmaschinenfabriken Wanderer Werke, Chemnitz, und Ludwig Loewe & Co., Berlin, bis er im Mai 1926 nach Neuwied zurückkehrte.
Aus dem einstigen Hinterhofbetrieb Winkler & Dünnebier mit drei Mitarbeitern, war inzwischen ein ansehnliches Maschinenbauunternehmen mit über 200 Beschäftigten geworden. Richard Winkler wurde von der Firma in das In- und Ausland geschickt, um unter der Marke Helios deren Maschinen zur Herstellung von Briefumschlägen zu vertreiben bzw. deren Instandhaltung zu gewährleisten. Ende 1938 wurde er zum Prokuristen befördert.
Mit Ausbruch des Zweiten Weltkriegs 1939 wurde Winkler & Dünnebier zunehmend zur Produktion von kriegswichtigen Geräten verpflichtet und stellte Lehren, Messwerkzeuge und Prüfvorrichtungen für die Rüstungsindustrie her. Als Mitglied der Geschäftsführung musste Richard Winkler nicht nur diese Umstellung bewältigen, sondern auch mit den Folgen von Materialknappheit, Einberufung von Mitarbeitern in die Wehrmacht und ab 1944 mit verschärften Luftangriffen fertigwerden.

### Wiederaufbau und Wirtschaftswunder
Als kurz nach Kriegsende 1945 der Vater, Alfred Winkler verstarb, wurde Richard Winkler neben Max Dünnebier geschäftsführender Gesellschafter der Firma und nach dessen Tod 1950 alleiniger, persönlich haftender Gesellschafter.
In dieser Zeit mussten nicht nur die großteils zerstörten Werksanlagen wieder aufgebaut und der durch Demontage verloren gegangene Werkzeugmaschinenpark ersetzt werden, auch die durch den Zweiten Weltkrieg restlos weggebrochenen Auslandsmärkte galt es neu zu erschließen, aufgrund der zurückliegenden Kriegsgräuel kein leichtes Unterfangen. Außerdem musste der infolge des Kriegs stark dezimierte Mitarbeiterstamm wieder aufgebaut werden.
Zunächst hielt sich Winkler & Dünnebier mit Ersatzteillieferungen und mit dem Aufarbeiten durch Kriegseinwirkungen schwer beschädigter Maschinen wirtschaftlich über Wasser. Sogar Dosenverschließmaschinen wurden hergestellt. Aber schon Mitte 1946 gelang es Richard Winkler von der französischen Besatzungsmacht die Genehmigung zu erhalten, eine gewisse Anzahl von Briefumschlagmaschinen für das Ausland zu bauen. Weiter begünstigt wurde der Wiederaufbau durch die Währungsreform 1948 und die damit verbundene wirtschaftliche Wiederbelebung. Finanzielle Hilfen aus dem Marshallplan halfen bei der Anschaffung neuer Werkzeugmaschinen.
Bereits 1949 waren die Werke I. und II. in Neuwied und die Eisengießerei in Hangelar nicht nur gänzlich wieder aufgebaut, sondern auch mit einem modernen Werkzeugmaschinenpark ausgestattet. Neue Konstruktionen in den Bereichen Briefumschlag- und Süßwarenmaschinen und die Teilnahme an zahlreichen internationalen Ausstellungen (u. a. Drupa seit 1951, Interpack seit 1958, Weltausstellung in Brüssel 1958) verhalfen Winkler & Dünnebier rasch wieder zur Weltgeltung. Zum fünfzigjährigen Firmenjubiläum 1963 konnte das Unternehmen stolz darauf verweisen, in mehr als 50 Länder zu exportieren und damit rund Dreiviertel seines Umsatzes zu erzielen.
Richard Winklers langjährige Unternehmenspolitik, Gewinne weitgehend wieder im Unternehmen zu reinvestieren, ließen Winkler & Dünnebier rasch wachsen. 1961 wurde ein Werk in Nisterhammer (Ortsteil von Nister, Rheinland-Pfalz) gepachtet und 1967 die erste Auslandsfertigung in Anoeta (bei Tolosa, Spanien) gegründet. 1970 konnte mit der Firma Bruno Pahlitzsch (Berlin) der letzte bedeutende Konkurrent auf dem Gebiet des Briefumschlag-Maschinenbaus übernommen werden. Betrug zu Kriegsende 1945 die Mitarbeiterzahl nur noch 253, so erreichte sie Anfang der siebziger Jahre fast 2000, darunter rund 220 Auszubildende in einer betriebseigenen Lehrwerkstatt.

### Soziales Engagement
Aus einfachen Verhältnissen stammend, vergaß Richard Winkler nie, einen Teil der Unternehmensgewinne für außertarifliche und soziale Leistungen an die Mitarbeiter aufzuwenden. Neben einer firmeneigenen Wohnungsbaugesellschaft zu Gunsten von Betriebsangehörigen gab es eine Pensionskasse, aus der jeder Mitarbeiter nach zehn Jahren Betriebszugehörigkeit im Ruhestand oder bei vorzeitiger Arbeitsunfähigkeit eine Zusatzrente erhielt, ohne selbst Beiträge in die Kasse zahlen zu müssen.
Des Weiteren gab es Geburtshilfen, Unterstützung bei Todesfällen und besonderen Anlässen, Jubiläumsgeschenke und Treueprämien. Zusätzlich zu einem Werksarzt und mehreren Werkssanitätern gab es eine Werksschusterei und eine Werkskantine, die ihre Dienste Mitarbeitern zu stark verbilligten Preisen anboten.
Richard Winkler verstarb am 6. Januar 1972 unerwartet an einem Herzinfarkt. Er liegt neben seinen beiden Ehefrauen auf dem Friedhof der evangelischen Kirche in Rengsdorf begraben. Sein Nachfolger als Geschäftsführer und persönlich haftender Gesellschafter der Firma Winkler & Dünnebier wurde sein Neffe Dr.-Ing. Alfred Doderer-Winkler (1929–2019).

## Ehrungen
- 1959: Großes Verdienstkreuz des Verdienstordens der Bundesrepublik Deutschland;
- 1968: Ehrenbürger der Stadt Neuwied;
- 1969: Ehrensenator der Technischen Hochschule Darmstadt.

## Ehrenämter
- Mitglied des Hauptvorstands des Verein Deutscher Maschinenbauanstalten in Frankfurt am Main;
- Vorsitzender der Landesgruppe Rheinland-Rheinhessen im Verein Deutscher Maschinenbauanstalten.
- Vorsitzender der Fachgemeinschaft Nahrungsmittelmaschinen in Düsseldorf;
- Mitglied des Vorstands der Fachabteilung Papierverarbeitungsmaschinen der Fachgemeinschaft Druck- und Papiermaschinen in Frankfurt am Main;
- Ehrenmitglied des Vorstands der Vereinigung der Eisen- und Metallindustrie Rheinland-Rheinhessen.
- Mitglied des Beirats der Deutschen Bank.

## Familie und Privates

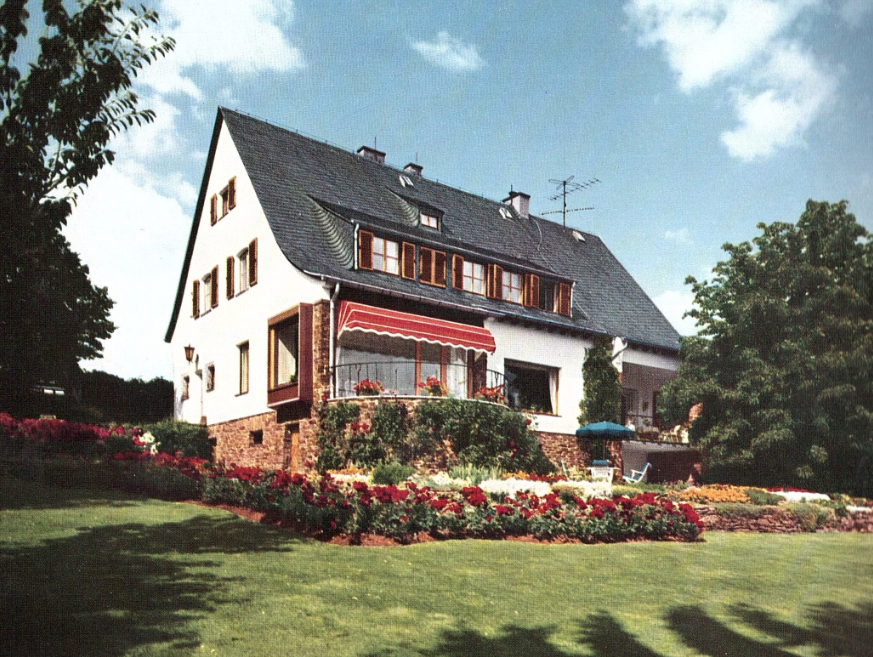
Villa Winkler in Rengsdorf. Erbaut von dem Architekten Curt Karl Rüschhoff

Richard Winkler war der jüngste Sohn von Alfred Winkler (1872–1945) und von Karoline Heinrich (1871–1913). In erster Ehe war er mit Käthe Schommertz (1899–1953) und in zweiter Ehe mit Dr. rer. pol. Margarete Haape (1911–1972) verheiratet. Beide Ehen blieben kinderlos. Über seine zweite Frau war Winkler eng mit dem Wirtschaftsjournalisten Robert Platow befreundet.
Nachdem während des Zweiten Weltkriegs Richard Winklers Haus in der Neuwieder "Bahnhofstraße" ausgebombt worden war, lebte er in Rengsdorf in der Andreestraße 23 zur Miete. Nach dem Krieg erwarb er in der Bürgermeister-Wink-Straße 7 ein kriegszerstörtes Haus und ließ dieses von dem Neuwieder Architekten Curt Karl Rüschhoff (1887–1969) wieder aufbauen. Dieses Haus war gemeinsam mit Nachbarhäusern bereits in den 1930er-Jahren von Rüschhoff errichtet worden.
Zudem besaß Winkler in Morcote (Ortsteil Arbostora, Str. Prof. Teucro Isella 21, Tessin, Schweiz, direkter Nachbar von Peter Alexander) ein Ferienhaus, welches er 1966 von dem Komponisten Gerhard Winkler (1906–1977) (nicht verwandt) erworben hatte.